# Mario Todorović
Mario Todorović (Dubrovnik, 11. listopada 1988.) je hrvatski plivač s Korčule, hrvatski reprezentativac u plivanju leptirovim stilom, a sudjeluje i u plivanju slobodnim stilom. Natječe se u disciplinama 50 i 100 metara slobodno i 50 te 100 metara leptir.
Sudionik je nekoliko europskih plivačkih prvenstava. Ovo su njegovi značajniji rezultati:
- europsko prvenstvo u plivanju u kratkim bazenima 2006.:

štafeta 4x50 m mješovito, Hrvatska 7. u završnici (svoju je dionicu isplivao 21,70; plivali su Ivan Tolić, Nikola Delić, Aleksej Puninski, Mario Todorović)
- europsko prvenstvo u plivanju u kratkim bazenima 2007.:

5. na 4x50 m slobodno
8. na 50 m leptir
8. na 100 m leptir
- svjetsko prvenstvo u plivanju u kratkim bazenima 2008.:

7. na 50 m leptir
- europsko prvenstvo u plivanju 2008.:

štafeta 4x100 m mješovito, Hrvatska srebrna (Gordan Kožulj, Vanja Rogulj, Mario Todorović, Duje Draganja) iza Rusije koja je postavila europski rekord
4. na 50 m leptir
4. na 4x100 m slobodno
8. na 100 m leptir
- Olimpijske igre 2008.:

20. na 100 m s hrvatskim rekordom 52,26
štafeta 4x100 m mješovito, 12. ukupno
- Mediteranske igre 2009.:

zlato na 50 m leptir uz rekord igara, 23,61
- svjetsko prvenstvo u plivanju 2009.:

15. na 50 m leptir, 27. na 100 m leptir
- svjetsko prvenstvo u plivanju 2011.:

20. na 50 m leptir
33. na 100 m leptir
38. na 100 m slobodno
- europsko prvenstvo u plivanju 2012.:

10 na 50 m leptir
34. na 100 m leptir
22. na 50 m slobodno
- Olimpijske igre 2012.:

50 m leptir
100 m leptir
100 m slobodno